# مادپور
مادپور (به لاتین: Madhupur) یک منطقهٔ مسکونی در بنگلادش است که در ناحیه تانگیل واقع شده‌است. مادپور ۳۶۶٫۹۲ کیلومتر مربع مساحت و ۲۹۶٬۷۲۹ نفر جمعیت دارد.